# Zygmunt Krajewski
Zygmunt Krajewski (zm. w końcu 1788 roku) – polski szlachcic, kanonik sandomierski w 1754 roku, scholastyk i oficjał wolborski w 1753 roku.